# Pablo Javier Adorno
Pablo Javier Adorno Martínez (Asunción, Paraguay; 6 de febrero de 1996) es un futbolista paraguayo. Juega de defensor central, es zurdo y su equipo actual es el Tigre de la Primera División de Argentina

## Trayectoria
Comenzó en las categorías inferiores del Club Cerro Porteño. Debutó en el año 2018 en el Club Atlético Boston River de Uruguay. Luego pasó al Club Sportivo San Lorenzo en el año 2019, y desde el 2020 integra el Plantel de Primera del Club Libertad.
A fines del 2020 volvió al Club Cerro Porteño, donde hizo todas las divisiones inferiores.

## Clubes
| Club                          | País      | Año           |
| ----------------------------- | --------- | ------------- |
| Cerro Porteño                 | Paraguay  | 2017-2022     |
| Boston River (Cedido)         | Uruguay   | 2018          |
| Sportivo San Lorenzo (Cedido) | Paraguay  | 2019          |
| Libertad (Cedido)             | Paraguay  | 2020-2020     |
| Huracán (Cedido)              | Argentina | 2022          |
| General Caballero             | Paraguay  | 2023          |
| Resistencia SC                | Paraguay  | 2023          |
| Tigre                         | Argentina | 2024-presente |